# Minderbroederskerk (Maaseik)

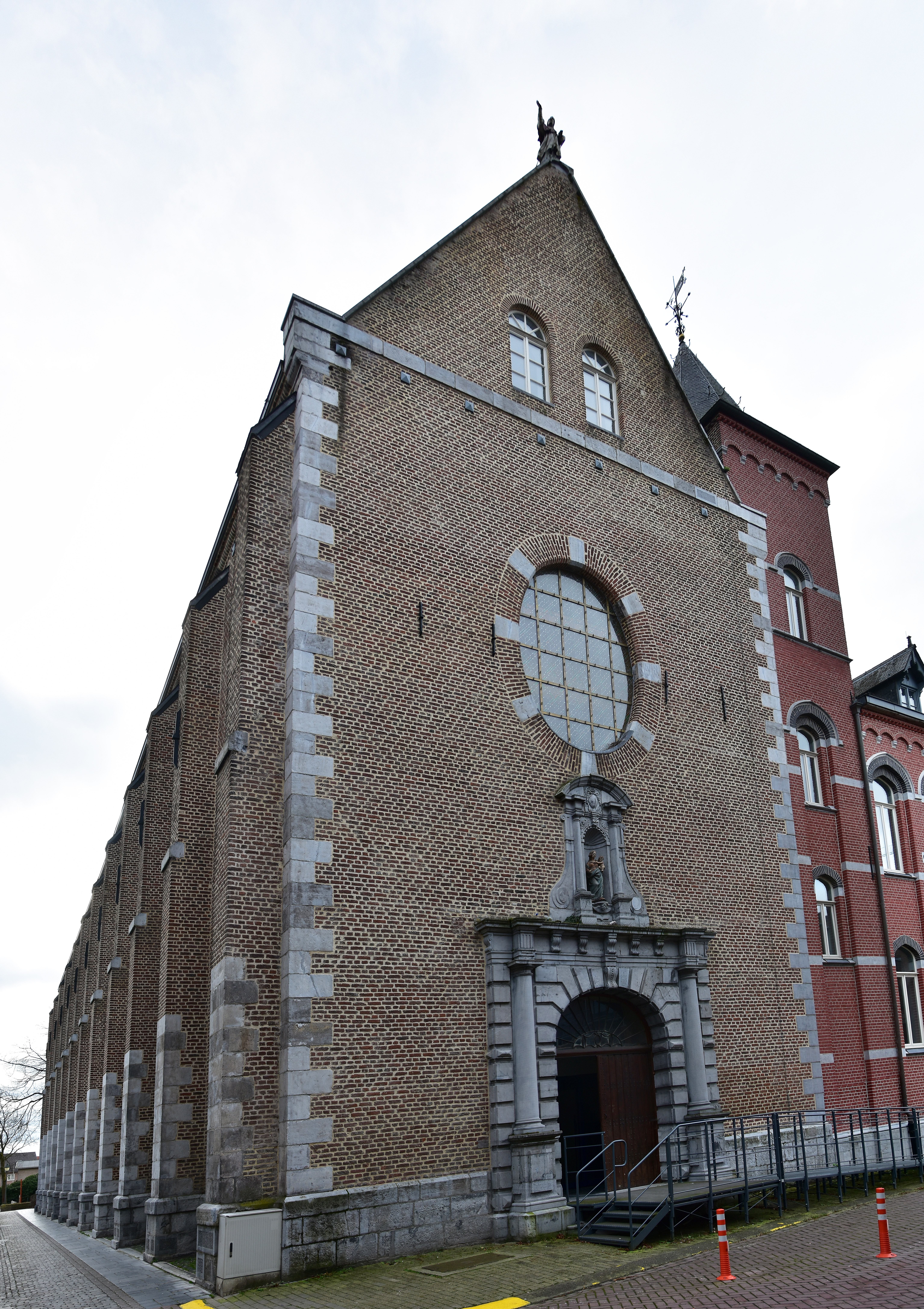
De Minderbroederskerk

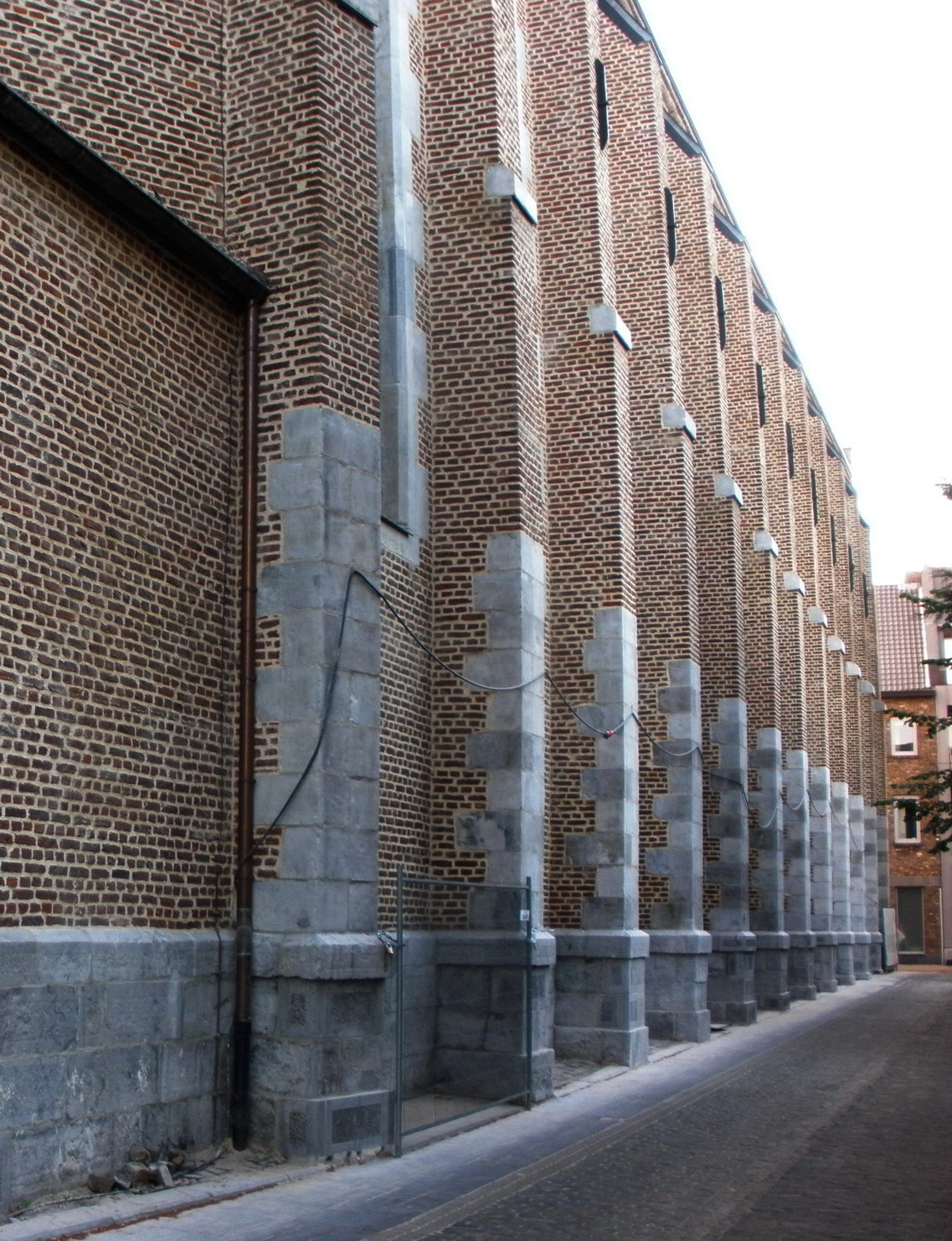
Noordgevel Minderbroederskerk aan de Boomgaardstraat

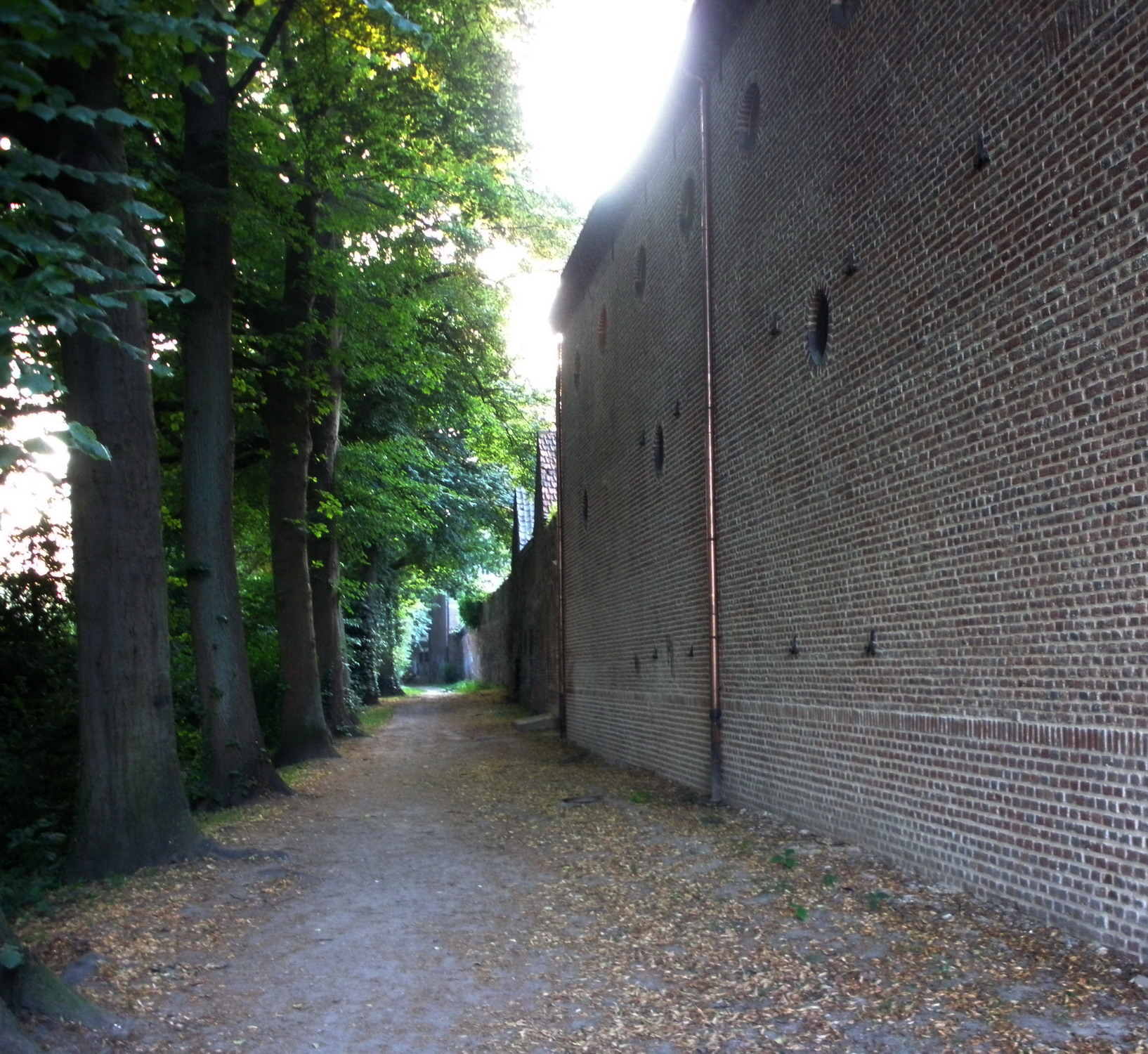
Kloostergebouwen Walstraat

De Minderbroederskerk, ook wel Ursulinenkerk, is een kerkgebouw in Maaseik, aan Boomgaardstraat 10-12.

## Geschiedenis
De Minderbroeders vestigden zich in 1626 te Maaseik. In 1627 kochten ze een huis aan de Boomgaardstraat, waar ze een voorlopige kapel inrichtten. Vervolgens kochten ze een aantal aanpalende huizen en in 1637 begonnen ze met de bouw van klooster en kerk. In 1644 werd de kerk ingewijd en ze was gewijd aan de Heilige Bonaventura. In de Franse tijd werd het klooster opgeheven en in 1797 werden kerk en klooster openbaar verkocht. In 1798 werd de kerk door enkele particulieren gekocht om te verhinderen dat de sloop van de kerk, die al begonnen was, zou worden voltooid.
Nadat in 1802 de oude Sint-Catharinakerk werd verwoest door een instortende toren, werd de kerk gebruikt als parochiekerk, totdat in 1840 de nieuwe Sint-Catharinakerk werd ingewijd. In 1841 werd de kerk gekocht door de zusters Ursulinen, die in 1847 reeds de omliggende goederen hadden verworven. De zusters begonnen met onderwijs aan meisjes en stichtten een school voor middelbaar onderwijs, dat zich later tot het Technisch Instituut Sint-Ursula ontwikkelde. Ook een humaniora werd ingericht.
Nadat het klooster in 1988 werd opgeheven, werd de kerk van 1993-2002 gerestaureerd. De gebouwen zijn sindsdien in gebruik door het John Selbach Museum, en er worden wisselende tentoonstellingen gehouden.

## Gebouw
De Minderbroederskerk is een eenbeukige kerk in barokstijl, die hier en daar nog wat laatgotische elementen toont. Aangebouwd is een lage, vierkante toren, die uit de periode stamt dat het gebouw als parochiekerk werd gebruikt. Er is een dakruitertje op het met leien bedekte zadeldak. Het ingangsportaal is fraai versierd en erboven bevindt zich een schelpvormige nis met Mariabeeld.

## Meubilair
Het hoofdaltaar is in barokstijl (18e eeuw) en toont een afbeelding van de Calvarieberg en het wapenschild van prins-bisschop Johan Theodoor van Beieren. De koorbanken zijn in renaissancestijl en dateren van de 17e eeuw. Lambrisering, doksaal en toegangsdeuren zijn in rococo. Het orgel stamt uit 1872. De toegangsdeur van de kerk naar het klooster is uitgevoerd in Lodewijk XVI-stijl en bevat een beeltenis van Onze-Lieve-Vrouw van Smarten.

## Kloostergebouwen
De kloostergebouwen bestaan uit een noordelijk en een zuidelijk gebouw. Een groot deel van het noordpand is nog 17e-eeuws, maar de gevel aan straatzijde is uit 1882, naar ontwerp van Mathieu Christiaens. Een van de vleugels bevat nog de wapenspreuk Quiescendo Sapimus van Joseph Bergaigne, bisschop van 's-Hertogenbosch, aangebracht bij de inwijding van de kloosterkerk in 1644. In de 19e eeuw werden ten behoeve van de Ursulinen nog een aantal schoolgebouwen bijgebouwd.